# Pappous
Pappous (grekiska: Παππούς) är en mindre, obebodd ö i Grekland. Den ligger mellan de större öarna Kyra Panagia i sydväst och Gioura i nordost, i ögruppen Sporaderna och regionen Thessalien, i den östra delen av landet, 160 km norr om huvudstaden Aten. Arean är 0,13 kvadratkilometer. Strax sydost om Pappous ligger ön Prasso.